# Coulis
El coulis és una salsa fina feta de verdures o fruites en forma de puré colat popularitzada per la nouvelle cuisine. El coulis de verdures s'utilitza habitualment en plats de carn i verdures, i també es pot utilitzar com a base per a sopes o altres salses. El coulis de fruites s'utilitza més sovint en postres per aromatitzar i donar color, com en el mousse, el fromage blanc o la panacota. El coulis de gerds, per exemple, és especialment emprat amb el pastís de llimona merengada. El coulis de tomàquet es pot utilitzar per afegir sabor a altres salses o servir-se sol, ja sigui fred o calent.
La manera d'elaborar el coulis varia segons el tipus de fruita o verdura utilitzada: es poden triturar fruites del bosc utilitzant un garbell i una cullera, mentre que les peres i els melons s'acostumen a batre abans de colar, i les pomes s'han de coure primer al forn. Segons la consistència del puré, per a colar-lo es pot utilitzar un colador xinès (per als purés més suaus), un passapurés o un garbell. La reducció del coulis (per a reforçar-ne la dolçor i el sabor) pot ser difícil, ja que la salsa pot adquirir gust de melmelada quan s'escalfa, de manera que de vegades s'utilitza l'evaporació al buit per a bullir la mescla a una temperatura més baixa.
Mentre que el coulis de fruites es pot utilitzar amb el seu sabor natural, una petita quantitat d'aiguardent de fruites tipus kirsch s'afegeix ocasionalment quan s'utilitzen fruits poc madurs. Les postres poc dolces, com el brioix, poden beneficiar-se del coulis amb sucre afegit, mentre que el gust del gelat, en canvi, millora amb una salsa contrastada i sense sucre.